# Ueken
Ueken est une ancienne commune et une localité de la commune de Herznach-Ueken, située dans le district argovien de Laufenburg, en Suisse.

## Histoire
Depuis le 1er janvier 2023, la commune a fusionné avec celle d'Herznach pour former la commune d'Herznach-Ueken.